# Dur
Mit Dur (von lateinisch duris ‚hart‘) wird seit dem 17. Jahrhundert und ausschließlich in der deutschsprachigen Musiktheorie ein Tongeschlecht bezeichnet, dessen primäres Merkmal eine große Terz über der Finalis bzw. dem Grundton des jeweils betrachteten Tonmaterials ist. Diese Bezeichnung kann sich im modernen Sprachgebrauch auf eine Tonart, eine Tonleiter oder einen Akkord beziehen.
Dur bildet mit Moll ein Begriffspaar und teilt dessen Benennungs- und Bedeutungsgeschichte. Die Gesamtheit aller Dur- und Molltonarten nennt man auch Dur-Moll-System. Dieses löste im 17. und 18. Jahrhundert das System der Kirchentonarten ab.
Der Höreindruck von Dur wird oft als „hell, klar“ beschrieben, wogegen Moll oft als „dunkel, weich“ bezeichnet wird.
- Dur:
- Moll:

Außerhalb des deutschsprachigen Raumes haben sich etymologisch anders abgeleitete Bezeichnungen, wie französisch mode majeur, englisch major, italienisch modo maggiore, spanisch modo mayor etabliert.

## Etymologie
Die Ausdrücke Dur und Moll gehen zurück auf die mittelalterliche Hexachordlehre, die u. a. zwischen dem Hexachordum molle und dem Hexachordum durum unterschied.
Beim Hexachordum durum benötigte man, vom Ton G ausgehend, eine höhere Variante des Tones B, das B durum (unser heutiges H) als dritte Stufe, während man beim Hexachordum molle, vom Ton F ausgehend, diesen höheren Ton als vierte Stufe vermeiden musste (Tritonus) und stattdessen das tiefere B molle einsetzte.
Zur Unterscheidung notierte man vor den tieferen Ton B einen kleinen Buchstaben b mit rundem Bauch (b rotundum), vor das höhere B einen Buchstaben b mit eckigem Bauch (b quadratum). Die heutige Form der Versetzungszeichen (ein ♭ für den tieferen Ton, ein ♯ für den höheren) geht ebenfalls darauf zurück. Dem entsprechen auch die italienischen Bezeichnungen „bemolle“ für das ♭-Vorzeichen und „bequadro“ für das ♮-Auflösungszeichen.
Die Assoziation der Tongeschlechter mit Charakteristika wie „hart“ (= Dur) und „weich“ (= Moll) kam erst sehr viel später mit dem Verschwinden der Kirchentonarten und der Manifestation des Dur-Moll-Systems auf, hat sich aber in der Musiklehre verfestigt und wird selbst in etymologischen Wörterbüchern immer noch vertreten.

### Orthografie
Zur Rechtschreibung von Tonartennamen siehe den Abschnitt Schreibweisen im Artikel Tonarten.

## Durtonleiter
Als Abfolge einer Tonreihe von Ganz- und Halbtonschritten betrachtet, hat die Durtonleiter (oder Durskala) folgende Struktur: 1-1-½-1-1-1-½ (oder als zwei Tetrachorde gedacht: 1-1-½ 1-1-½). Hiermit entspricht sie in ihrer Intervallfolge dem ionischen Modus im System von Glarean. Für das durch die westliche Kunstmusik sozialisierte Gehör ist sie die geläufigste Tonleiter. Die zwölf Durtonleitern werden jeweils nach ihrem Anfangston benannt. So ergeben z. B. die Stammtöne C, D, E, F, G, A, H, c die C-Dur-Tonleiter.
Charakteristisch für die Durtonleiter sind die Halbtonschritte zwischen dem dritten und vierten sowie dem siebten und achten Ton. Die übrigen Intervalle sind Ganztonschritte. Der siebte Ton hat die Funktion eines Leittons.
Auf der Tastatur eines Klaviers ergeben die weißen Tasten, beginnend mit C, eine C-Dur-Tonleiter:
Hörbeispiel: C-Dur-Tonleiterⓘ

### Weitere Durtonleitern
Zu den Durtonleitern im weiteren Sinne (da sie ebenfalls eine große Terz zum Grundton enthalten) können auch die Kirchentonarten Lydisch und Mixolydisch sowie die phrygisch-dominante Tonleiter, das Zigeuner-Dur und das aus Gründen der Systematik eingeführte Harmonisch Dur gezählt werden.

## Beziehungen zu Moll

### Mollparallele
Zu jeder Durtonart gibt es eine Paralleltonart in Moll, auch Mollparallele genannt, die die gleichen Töne enthält (und damit auch mit den gleichen Vorzeichen notiert wird) und eine kleine Terz tiefer beginnt (z. B. C-Dur – a-Moll). Dadurch entsteht die für Moll typische Abfolge von Ganz- und Halbtonschritten.
Auch zur Dur-Pentatonik gehört eine parallele Moll-Pentatonik, deren Grundton eine kleine Terz tiefer liegt.

### Mollvariante
Die Varianttonart einer Durtonart beginnt auf dem gleichen Grundton, besitzt jedoch aufgrund der im Moll unterschiedlichen Stufenfolge andere Vorzeichen. Die Mollvariante liegt daher im Quintenzirkel stets drei Schritte abwärts im Vergleich zur zugrundeliegenden Durtonart: So wird z. B. E-Dur mit vier Kreuzen, e-Moll aber mit einem Kreuz vorgezeichnet.
Siehe auch: Quintenzirkel

### Anordnung und Verwandtschaft der Dur- und Molltonarten
| Vorzeichen: | 7♭ +fes | 6♭ +ces | 5♭ +ges | 4♭ +des | 3♭ +as | 2♭ +es | 1♭ +b |   | 1♯ +fis | 2♯ +cis | 3♯ +gis | 4♯ +dis | 5♯ +ais | 6♯ +eis | 7♯ +his |
| Dur:        | Ces     | Ges     | Des     | As      | Es     | B      | F     | C | G       | D       | A       | E       | H       | Fis     | Cis     |
| Moll:       | as      | es      | b       | f       | c      | g      | d     | a | e       | h       | fis     | cis     | gis     | dis     | ais     |

Siehe auch: Quintenzirkel

## Durdreiklang

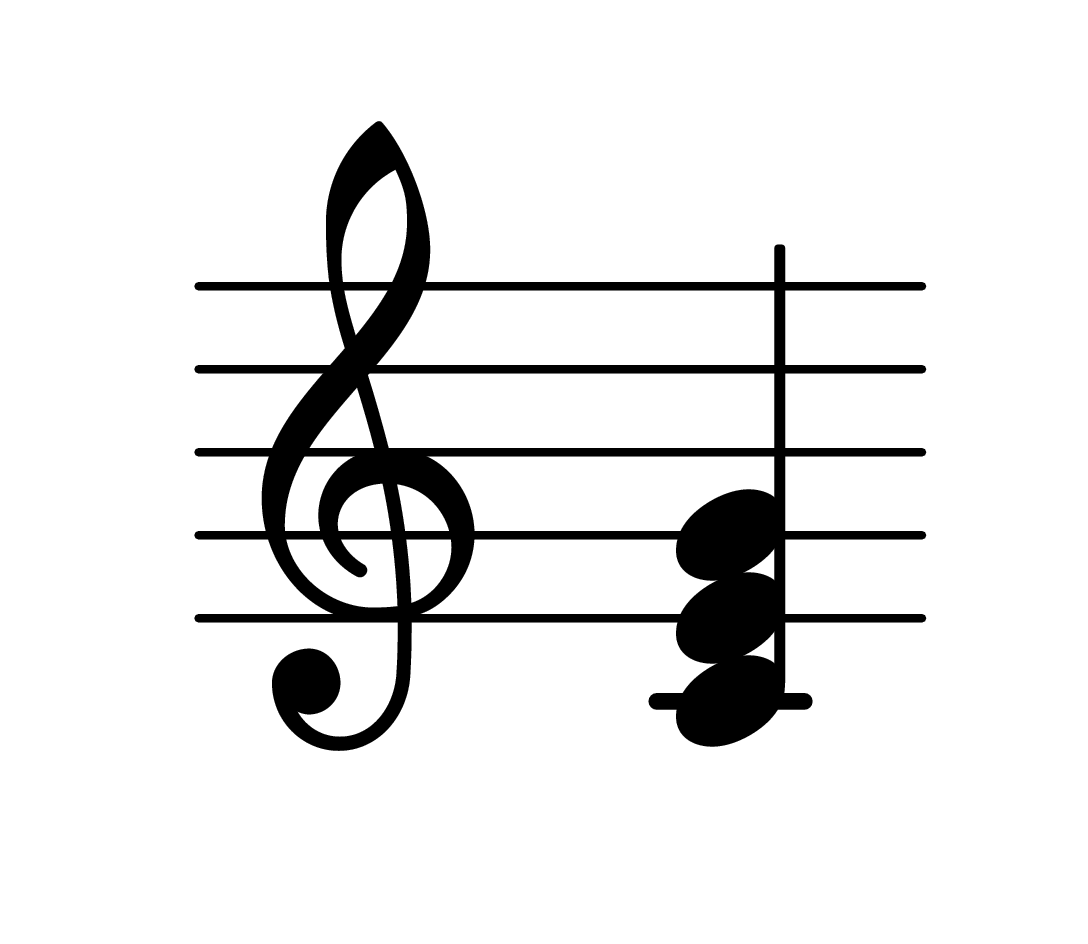
C-Dur-Dreiklang

Die Bestandteile des Durdreiklanges (siehe auch Akkord) sind Grundton, große Terz und Quinte.

### Akustische Grundlegung des Durdreiklangs
Dass man einen Durdreiklang als harmonisch empfindet, wurde von durchaus namhaften Vertretern der Musiktheorie dadurch zu erklären versucht, dass die Obertonreihe dem Menschen als naturgegebenes Klangphänomen vertraut sei und dass der Durdreiklang mit den Tönen der 4. bis 6. Ordnung dieser Obertonreihe entspräche.
Dies soll an einem vereinfachten Beispiel dargestellt werden:
Wenn ein tiefer Ton A gespielt wird, so klingen eine Reihe von Obertönen mit.
Obertonreihe von A:
A (110 Hz), A (220 Hz), E (330 Hz), A (440 Hz), C♯ (550 Hz), E (660 Hz), G (770 Hz), A (880 Hz)
Der 4., 5. und 6. Ton dieser Obertonreihe (A + C♯ + E) ergeben zusammen den Dreiklang A-Dur in der reinen Stimmung. Die heute gebräuchliche gleichschwebende Stimmung kann diesen vom Wohlklang her idealen Dreiklang nur annähern.
Der 3., 4. und 5. Ton (E + A + C♯) sowie der 5., 6. und 8. Ton (C♯ + E + A) entsprechen je einer Umkehrung des Durdreiklangs.
Der Durdreiklang ist nach diesem Erklärungsmodell einschließlich seiner Umkehrungen in der Obertonreihe enthalten und damit nach Ansicht zahlreicher Autoren ein naturgegebenes Klangphänomen. Warum jedoch die Herausbildung einer eigenständigen harmonischen, d. h. akkordbasierten Tonsprache auf die westlichen Musikkulturen beschränkt blieb, vermag diese Theorie ebenso wenig zu erklären, wie den Umstand, dass sich die Erkenntnis der (nach dieser Theorie ebenfalls in der Obertonreihe präfigurierten und somit eigentlich offenkundigen) Umkehrbarkeit von Dreiklängen erst in der zweiten Hälfte des 18. Jahrhunderts durchzusetzen begann.

### Die Stufendreiklänge in Dur
Mit dem Tonvorrat der Durtonleiter können drei Durdreiklänge gebildet werden. Diese befinden sich auf der ersten (Tonika), der vierten (Subdominante) und der fünften Stufe (Dominante).
 Neben diesen Hauptstufendreiklängen können auch auf den Nebenstufen Dreiklänge errichtet werden. Dies sind drei Molldreiklänge und ein verminderter Dreiklang.
Beispiel für die C-Dur-Tonleiter
| Intervalle → | 1 | 2 | 3 | 4 | 5 | 6 | 7 | 1 | 2 | 3 | 4 |              |
| Töne →       | C | D | E | F | G | A | H | C | D | E | F | Dreiklang    |
| Stufe ↓      |   |   |   |   |   |   |   |   |   |   |   |              |
| ------------ | - | - | - | - | - | - | - | - | - | - | - | ------------ |
| 1            | C |   | E |   | G |   |   |   |   |   |   | C-Dur        |
| 2            |   | D |   | F |   | A |   |   |   |   |   | d-Moll       |
| 3            |   |   | E |   | G |   | H |   |   |   |   | e-Moll       |
| 4            |   |   |   | F |   | A |   | C |   |   |   | F-Dur        |
| 5            |   |   |   |   | G |   | H |   | D |   |   | G-Dur        |
| 6            |   |   |   |   |   | A |   | C |   | E |   | a-Moll       |
| 7            |   |   |   |   |   |   | H |   | D |   | F | h vermindert |